# Gephyromantis moseri
Gephyromantis moseri is een kikker uit de familie gouden kikkers (Mantellidae). De soort werd voor het eerst wetenschappelijk beschreven door Frank Glaw en Miguel Vences in 2002. De soort behoort tot het geslacht Gephyromantis. De soortaanduiding moseri is een eerbetoon aan Felix Moser.

## Leefgebied
De kikker is endemisch in Madagaskar. De soort komt voor in het noordoosten van het eiland en leeft op een hoogte van 300 tot 900 meter boven zeeniveau.

## Beschrijving
Elf mannelijke exemplaren hadden een lengte van 26,9 tot 39,1 millimeter en één vrouwelijk exemplaar had een lengte van 36,7 millimeter. De rug is bruin.

## Synoniemen
- Mantidactylus moseri Glaw & Vences, 2002